# 维拉基亚拉
维拉基亚拉（義大利語：Villachiara），是意大利布雷西亚省的一个市镇。总面积16.78平方公里，人口1425人，人口密度84.9人/平方公里（2009年）。国家统计（ISTAT）代码为017200。